# Impostorul (Star Trek: Seria originală)
| „Impostorul” („The Naked Time”) Star Trek: Seria originală Hikaru Sulu cu o sabie | „Impostorul” („The Naked Time”) Star Trek: Seria originală Hikaru Sulu cu o sabie |
| --------------------------------------------------------------------------------- | --------------------------------------------------------------------------------- |
| Episodul                                                                          | Episodul 4 Sezonul 1                                                              |
| Regia:                                                                            | Marc Daniels                                                                      |
| Scenariul:                                                                        | John D. F. Black                                                                  |
| Premiera:                                                                         | 29 septembrie 1966                                                                |
| Distribuție:                                                                      | Bruce Hyde Majel Barrett Stewart Moss                                             |
| Durata:                                                                           | 51 minute                                                                         |
| Precedat de:                                                                      | „Where No Man Has Gone Before”                                                    |
| Urmat de:                                                                         | „The Enemy Within”                                                                |
| IMDb:                                                                             |                                                                                   |

„Impostorul” (în engleză „The Naked Time”) este un episod din serialul american științifico-fantastic Star Trek: Seria originală. Episodul a fost difuzat prima oară de către NBC pe 29 septembrie 1966 ca al patrulea episod al primului sezon al serialului original Star Trek. Episodul a fost regizat de Marc Daniels după un scenariu scris de John D. F. Black. Episodul a avut o continuare în Star Trek: Generația următoare, episodul The Naked Now.

## Povestea
O ciudată infecție toxică, care reduce inhibițiile emoționale ale echipajului, se răspândește în toată nava Enterprise. Acțiunile membrilor echipajului, aflați într-o stare de euforie, pun întreaga navă în pericol și-l forțează pe Scotty să efectueze o procedură periculoasă de inginerie și netestată pentru a salva nava de la distrugere.

## Distribuție
- William Shatner este James T. Kirk